# Фишер, Эллен
Эллен Фишер (англ. Ellen "Nelly" Thayer Fisher; 1847—1911) — американская художница.

## Биография
Родилась 16 апреля 1847 года в Бостоне в семье William Henry Thayer и его жены Ellen Handerson Thayer.
Отец служил военным хирургом с волонтерами из Нью-Гемпшира в Гражданской войне в США. Её младший брат Эббот Тейер стал художником и натуралистом. Прожив в Бостоне, семья переехала в Вудсток, штат Вермонт, а в 1855 году в Кин, штат Нью-Гемпшир. Затем переехали в Бруклин, Нью-Йорк, где жили с 1867 года.
30 июня 1869 года Эллен вышла замуж за Эдварда Торнтона Фишера (Edward Thornton Fisher, 1836—?). Они жили в Бруклине, где Эллен, возможно, арендовала художественную студию. В семье было семеро детей: Faith, Henry, Edward, Richard, Margaret, Reginald и Eleanor.
Умерла 15 октября 1911 года в городе Lanesborough, штат Массачусетс, место захоронения неизвестно.

## Творчество
Эллен, вероятно, была самоучкой и училась рисовать у своего брата, художника Эббота Тэйера. Сосредоточилась на изображении флоры и фауны, наиболее известна своими акварелями. Она была членом ассоциации Brooklyn Art Association (1867—1884), участвовала в выставках Национальной академии дизайна (1868—1880), Пенсильванской академии художеств (1877, 1885) и Американского общества акварелистов (1886). Кроме этого она выставляла свои работы на Всемирной (Колумбовой) выставке 1893 года в Чикаго.
В 1884—1887 годах Эллен Фишер сотрудничала с бостонским художником и издателем Луи Прангом, чья компания использовала работы многих женщин-художников для изготовления поздравительных открыток с хромолитографией. Также она работала иллюстратором для «Flower fancies» (1889) Alice Ward Bailey.
Работы художницы включены в такие коллекции, как Художественный музей Хекшера, Нью-Йоркская публичная библиотека, Бостонская публичная библиотека, Библиотека Хантингтона и Sellars Collection of Art by American Women в Индианаполисе.

Некоторые работы
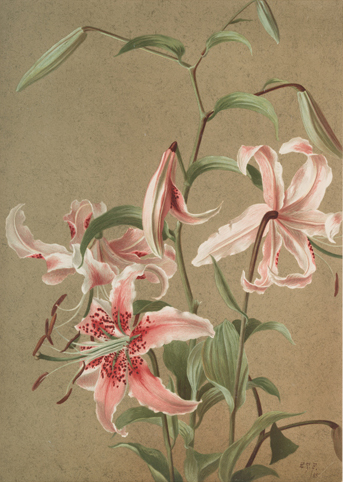
Japan Lily
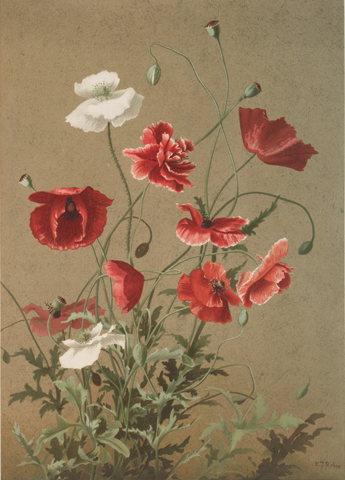
Poppies
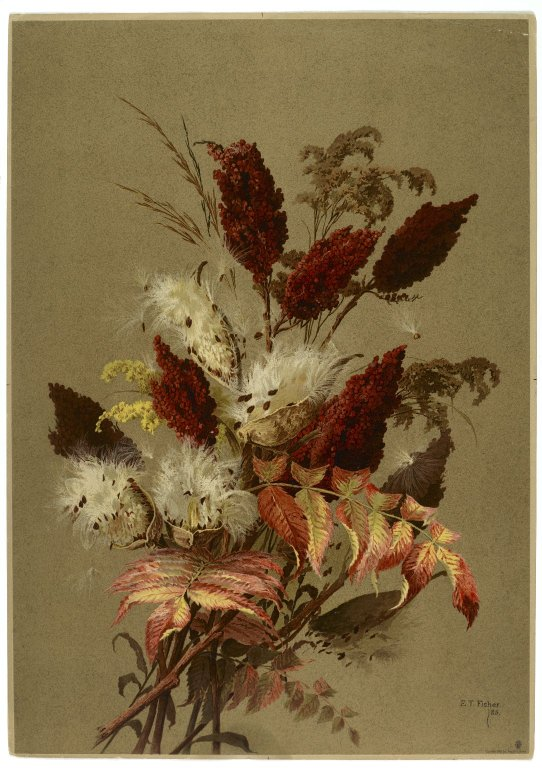
Sumac and Milkweed
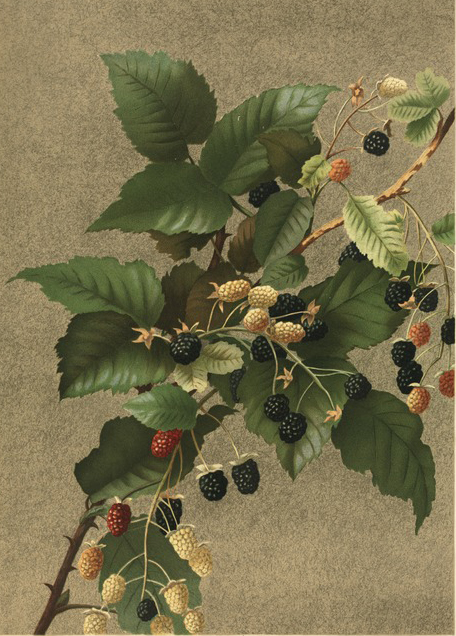
Blackberries